# Lex de Regt
Alexander Pieter (Lex) de Regt (Oudenrijn, 10 juni 1947 – Amsterdam, 12 maart 1991) was een Nederlands acteur en toneelregisseur.
De Regt speelde onder meer in de speelfilms Overvallers in de dierentuin (1984), In de schaduw van de overwinning (1986), Flodder (1986) en De gulle minnaar (1990).
Daarnaast speelde hij in onder andere de televisieseries De lachende scheerkwast, Opzoek naar Yolanda en Plafond over de vloer (alle drie van Wim T. Schippers), De Lemmings, Briefgeheim, Zeg 'ns Aaa, Dossier Verhulst  en In voor- en tegenspoed.
Hij werd vooral bekend met zijn rol als Martin in Familie Oudenrijn en door de series van Wim T. Schippers met zijn rol als "Rein Schaambergen", hoofd van de school met de Bijbel, later  privédetective en als motoragent Dick van de rijkspolitie. Voorts speelde hij in diverse kluchten van het Theater van de Lach en in VARA's Nachtshow.
De  Regt overleed in 1991 op 43-jarige leeftijd in zijn woonplaats Amsterdam aan een hartaanval. Hij werd op 18 maart van dat jaar begraven op begraafplaats Zorgvlied.